# Jeziorskie Huby
Jeziorskie Huby – część wsi Jeziory Małe w Polsce, położona w województwie wielkopolskim, w powiecie średzkim, w gminie Zaniemyśl. Wchodzą w skład sołectwa Łękno.
W latach 1975–1998 Jeziorskie Huby administracyjnie należały do województwa poznańskiego.